# Thomas Pechhacker
Thomas Pechhacker (15 de noviembre de 1995) es un deportista austríaco que compite en ciclismo en la modalidad de trials.
Ganó una medalla de oro en el Campeonato Mundial de Ciclismo Urbano de 2018 y dos medallas en el Campeonato Europeo de Ciclismo de Montaña, plata en 2018 y bronce en 2019.

## Palmarés internacional
| Campeonato Mundial | Campeonato Mundial | Campeonato Mundial | Campeonato Mundial |
| Año                | Lugar              | Medalla            | Competición        |
| ------------------ | ------------------ | ------------------ | ------------------ |
| 2018               | Chengdu ( China)   | Medalla de oro     | Trials 20″         |
| Campeonato Europeo |                    |                    |                    |
| Año                | Lugar              | Medalla            | Competición        |
| 2018               | Moudon ( Suiza)    | Medalla de plata   | Trials 20″         |
| 2019               | Lucca ( Italia)    | Medalla de bronce  | Trials 20″         |